# Dichromodes mesotoma
Dichromodes mesotoma là một loài bướm đêm trong họ Geometridae.